# Jean Marie du Lau d'Allemans
Pour les articles homonymes, voir Lau.
Jean-Marie du Lau, né le 30 octobre 1738 au château de la Côte à Biras, province de Guyenne et assassiné le 2 septembre 1792 à Paris, dans la prison des Carmes, est le dernier archevêque métropolitain d’Arles, du 1er octobre 1775 au 12 juillet 1790, date à laquelle l’Assemblée nationale constituante de 1789 décide la suppression de l'archidiocèse arlésien. Il est considéré comme bienheureux et martyr par l'Église catholique.

## Biographie

### Origine et formation
Jean-Marie du Lau est né le 30 octobre 1738 au château de la Côte (Coste autrefois), à Biras dans le diocèse de Périgueux, d’Armand Du Lau, seigneur de la Coste, de Savignac et de la Roche, et de Françoise de Salleton. Il est issu d’une famille qui compte de nombreux prélats. 
Il fait ses humanités au collège de Navarre et obtient sa licence de théologie à la Sorbonne.

### Premiers postes
Jean-Marie du Lau commence sa carrière ecclésiastique sous l'autorité de son oncle, Jean du Lau d'Allemans, curé de la  paroisse Saint-Sulpice à Paris de 1748 à 1777; il est aussi le neveu de Jean-Louis Dulau (1708-1746), évêque de Digne.
Il occupe successivement plusieurs postes : chanoine et trésorier de Pamiers, vicaire général de Bordeaux, prieur de Gabillon[réf. souhaitée] et agent général du clergé de France en 1770.
Entre 1774 et 1790, il est abbé commendataire de l'abbaye Notre-Dame d'Ivry.
Le 1er octobre 1775, il devient le plus jeune archevêque nommé par Louis XVI en prenant la charge de l'archevêché d'Arles.

### L'archevêque d'Arles
Dès 1777, Jean-Marie du Lau entreprend une visite pastorale de son diocèse. En 1778, le 8 juin, il visite ainsi Notre-Dame-de-la-Mer. L’année suivante, il charge l’abbé Laurent Bonnemant, promoteur diocésain de lui présenter un mémoire sur l’état du diocèse d'Arles afin d’engager éventuellement des réformes. Il s’implique également dans des actions sociales comme la formation des sages-femmes et l’instruction des enfants; on lui doit également la réfection de la grande façade ouest de l’archevêché, reconstruite en 1786.

En 1789, à la Révolution, il est député du clergé aux États généraux. À titre anecdotique, on peut signaler la lettre de Louis XVI écrite après la nuit du 4 août 1789 (abolition des privilèges et des droits féodaux) probablement à la suite d’une sollicitation de J.M. du Lau :

« Je ne consentirai jamais à dépouiller mon clergé, ma noblesse. Je ne donnerai pas ma sanction à des décrets qui les dépouilleraient; c’est alors que le peuple français pourrait m'accuser d'injustice et de faiblesse. MONSIEUR l’archevêque, vous vous soumettez aux décrets de la Providence ; je crois m’y soumettre en ne me livrant point à cet enthousiasme qui s'est emparé de tous les ordres, mais qui ne fait que glisser sur mon âme. Si la force m'obligeait à sanctionner, alors je céderais, mais alors il n’y aurait plus en France ni monarchie ni monarque. »

Dans son diocèse, dès 1790, il entre en conflit avec le premier maire élu d’Arles, Pierre-Antoine Antonelle, un aristocrate jacobin.

### Une fin dramatique
En 1790, le 12 juillet, l'Assemblée nationale décide d'abolir le siège archiépiscopal d'Arles et deux ans plus tard, le 2 septembre 1792 lors des massacres de Septembre, Jean-Marie du Lau est assassiné avec deux prêtres de l'archidiocèse d’Arles dans la prison des Carmes à Paris. Il est enseveli, avec les autres massacrés, dans une fosse commune du cimetière de Saint-Sulpice à Vaugirard.
Dernier archevêque d'Arles, il est béatifié par le pape Pie XI le 17 octobre 1926. La fête est le 2 septembre.

## Armoiries

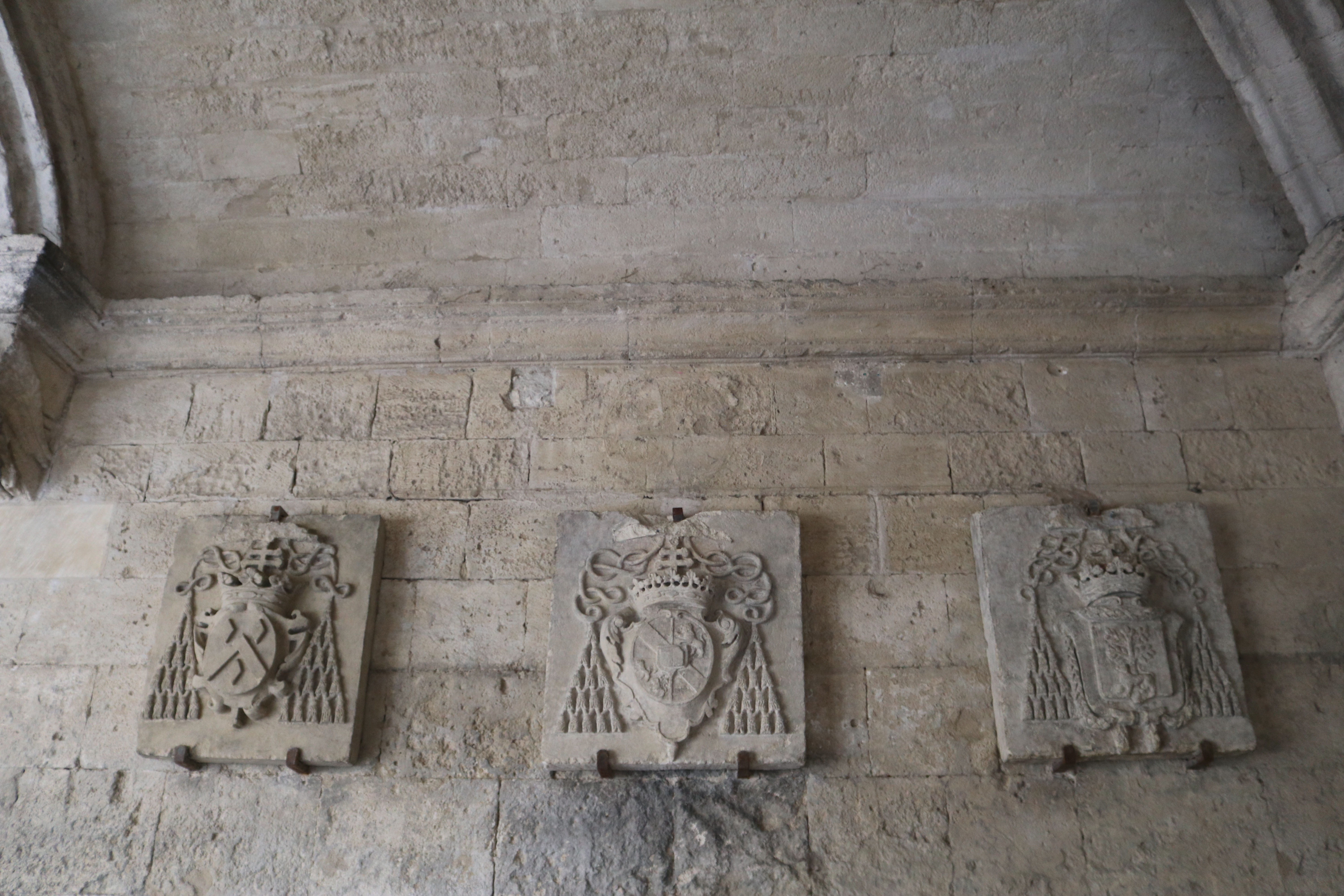
A droite, les armoiries de l'archevêque dans le cloître de Saint-Trophime à Arles.

### Sources
- Gérard Cholvy (Éditeur scientifique), Un évêque dans la tourmente révolutionnaire, Jean Marie du Lau, archevêque d’Arles, et ses compagnons martyrs, 1792-1992. Colloque du IIe centenaire tenu à Arles les 2-4 octobre 1992. Actes réunis par Gérard Cholvy. Montpellier, Université Paul Valéry, 1995, p. 135.
- Annie Tuloup-Smith - Rues d’Arles, qui êtes-vous ?, Éditions du VieilArles (2001)
- Abbé Th.Pécout, Jean-Marie Du Lau, archevêque d'Arles, notice biographique, Périgueux, 1892